# Marcopolo (stacja telewizyjna)
Marcopolo – włoski kanał telewizyjny o profilu podróżniczym. Marcopolo nadawany jest przez 7 dni w tygodniu, 24 godziny na dobę. Obecnie kanał dostępny jest m.in. na terenie Włoch i Szwajcarii. W latach 1999–2003 stacja nadawała również w języku polskim.
Polska wersja językowa na kanale pojawiła się 4 października 1999 r. Początkowo stacja była dostępna jedynie dla abonentów platformy cyfrowej Cyfra+, z czasem pojawiła się także w polskich sieciach kablowych. 1 stycznia 2003 z powodu rozwiązania umowy z platformą Cyfra+ i trudnościami związanymi z dystrybucją w sieciach kablowych, kanał podróżniczy Marcopolo zawiesił swoją transmisje na terenie Polski. Główną przyczyną było fatalne tłumaczenie programów na język polski.